# Wahlkreis Rhein-Selz/Wonnegau
Der Wahlkreis Rhein-Selz/Wonnegau (Wahlkreis 32) ist ein Landtagswahlkreis in Rheinland-Pfalz. Er umfasst
- vom Landkreis Mainz-Bingen die Verbandsgemeinde Rhein-Selz und
- vom Landkreis Alzey-Worms die Verbandsgemeinden Eich, Monsheim und Wonnegau.[1]

Bis zur Bildung der Verbandsgemeinden Rhein-Selz und Wonnegau am 1. Juli 2014 hieß der Wahlkreis „Wahlkreis Nierstein/Oppenheim“.

## Wahl 2021
Bei der Landtagswahl 2021 vom 14. März 2021 entfielen im Wahlkreis auf die einzelnen Wahlvorschläge:
| Direktkandidaten            | Partei           | Wahlkreisstimmen in % | Landesstimmen in % |
| --------------------------- | ---------------- | --------------------- | ------------------ |
| Kathrin Anklam-Trapp        | SPD              | 36,8                  | 38,2               |
| Lena Knappek                | CDU              | 28,6                  | 23,9               |
| Alexander Jungbluth         | AfD              | 10,6                  | 10,0               |
| Stephanie Steichele-Guntrum | FDP              | 7,8                   | 5,9                |
| Pia Schellhammer            | Grüne            | 13,2                  | 9,3                |
| –                           | Die Linke        | –                     | 2,1                |
| –                           | Freie Wähler     | –                     | 4,4                |
| –                           | Piraten          | –                     | 0,6                |
| Jochen Piehl                | ÖDP              | 3,0                   | 1,0                |
| –                           | Klimaliste       | –                     | 0,8                |
| –                           | Die PARTEI       | –                     | 1,0                |
| –                           | Tierschutzpartei | –                     | 2,0                |
| –                           | Volt             | –                     | 0,9                |

Kathrin Anklam-Trapp (SPD) wurde erneut direkt gewählt. Über die Landesliste zog Pia Schellhammer (Grüne) in den Landtag ein.

## Wahl 2016
Bei der Wahl vom 13. März 2016 entfielen im Wahlkreis auf die einzelnen Wahlvorschläge:
| Direktkandidaten                  | Partei    | Wahlkreisstimmen | Landesstimmen |
| --------------------------------- | --------- | ---------------- | ------------- |
| Kathrin Anklam-Trapp              | SPD       | 41,7 %           | 38,3 %        |
| Michael Stork                     | CDU       | 34,8 %           | 28,7 %        |
| Pia Schellhammer                  | GRÜNE     | 7,4 %            | 5,3 %         |
| Gregor Merkel                     | FDP       | 10,5 %           | 6,2 %         |
| Peter Weinand                     | DIE LINKE | 5,6 %            | 2,2 %         |
| –                                 | AfD       | –                | 14,7 %        |
| –                                 | Sonstige  | –                | 4,6 %         |
| Wahlberechtigte: 65.090 Einwohner |           |                  |               |
| Wahlbeteiligung: 74,9 %           |           |                  |               |

Die Wahlbeteiligung lag bei 74,9 % und damit 4,6 Prozentpunkte über dem Landesdurchschnitt.

## Wahl 2011
Die Ergebnisse der Wahl zum 16. Landtag Rheinland-Pfalz vom 27. März 2011:
| Direktkandidaten                  | Partei       | Wahlkreisstimmen | Landesstimmen |
| --------------------------------- | ------------ | ---------------- | ------------- |
| Kathrin Anklam-Trapp              | SPD          | 42,4 %           | 39,7 %        |
| Thomas Günther                    | CDU          | 31,6 %           | 30,5 %        |
| Heribert Erbes                    | FDP          | 4,1 %            | 4,0 %         |
| Pia Schellhammer                  | GRÜNE        | 15,5 %           | 16,3 %        |
| –                                 | DIE LINKE    | –                | 2,3 %         |
| Jochen Piehl                      | ödp          | 1,3 %            | 0,7 %         |
| Frank Sagadin                     | Freie Wähler | 5,1 %            | 2,3 %         |
| –                                 | Sonstige     | –                | 4,4 %         |
| Wahlberechtigte: 64.430 Einwohner |              |                  |               |
| Wahlbeteiligung: 65,6 %           |              |                  |               |

- Direkt gewählt wurde Kathrin Anklam-Trapp (SPD).[6]
- Pia Schellhammer (GRÜNE) wurde über die Landesliste (Listenplatz 7) gewählt.[7]

## Wahl 2006
Die Ergebnisse der Wahl zum 15. Landtag Rheinland-Pfalz vom 26. März 2006:
| Direktkandidaten                  | Partei   | Wahlkreisstimmen | Landesstimmen |
| --------------------------------- | -------- | ---------------- | ------------- |
| Kathrin Anklam-Trapp              | SPD      | 48,9 %           | 50,5 %        |
| Thomas Günther                    | CDU      | 30,2 %           | 25,4 %        |
| Folkhart Rudert                   | FDP      | 10,2 %           | 9,1 %         |
| Reiner Schmitt                    | GRÜNE    | 6,7 %            | 4,7 %         |
| Marcus Eschborn                   | ödp      | 0,9 %            | 0,3 %         |
| Georg Mundloch                    | WASG     | 3,2 %            | 2,3 %         |
| –                                 | Sonstige | –                | 7,6 %         |
| Wahlberechtigte: 63.434 Einwohner |          |                  |               |
| Wahlbeteiligung: 61,0 %           |          |                  |               |

- Direkt gewählt wurde Kathrin Anklam-Trapp (SPD).[8]
- Thomas Günther (CDU) wurde über die Landesliste (Listenplatz 31) in den Landtag gewählt.[10]